# Hanspeter Bellingrodt
Hanspeter Bellingrodt Wolf (ur. 25 kwietnia 1943, zm. 10 marca 2024 w Barranquilla) – kolumbijski strzelec, olimpijczyk, medalista mistrzostw świata. Brat strzelców Horsta i Helmuta.

## Kariera
Specjalizował się w strzelaniu do ruchomej tarczy z 50 m. Dwukrotny uczestnik igrzysk olimpijskich (IO 1972, IO 1976). W Monachium osiągnął 15. wynik wśród 28 zawodników, natomiast w Montrealu był na 13. miejscu (startowało 27 sportowców).
W 1978 roku uzyskał brązowy medal mistrzostw świata w Seulu w drużynowym strzelaniu do ruchomej tarczy z 50 m. W drużynie Kolumbii byli jego dwaj bracia oraz Hernando Barrientos. Według Olympedii, Bellingrodt ma także w swoim dorobku srebro Igrzysk Panamerykańskich 1983 w tej samej konkurencji, jednak według Stevena Olderra nie było go w drużynie kolumbijskiej na tym turnieju.
Stał 2 razy na podium igrzysk Ameryki Środkowej i Karaibów. W 1966 roku zajął 2. miejsce indywidualnie (przegrał wyłącznie z Wenezuelczykiem Carlosem Segninim), natomiast w 1978 roku zdobył złoty medal w turnieju drużynowym (wraz ze swoimi braćmi i Barrientosem). Ponadto podczas mistrzostw Ameryki w 1981 roku wywalczył indywidualnie srebrny medal. Na mistrzostwach w 1973 roku uplasował się na 4. pozycji.

## Wyniki

### Igrzyska olimpijskie
| Igrzyska       | Konkurencja          | Wynik              | Miejsce | Źródło |
| -------------- | -------------------- | ------------------ | ------- | ------ |
| Monachium 1972 | Ruchoma tarcza, 50 m | 545 pkt. (280–265) | 15      | [ 2 ]  |
| Montreal 1976  | Ruchoma tarcza, 50 m | 560 pkt. (285–275) | 13      | [ 3 ]  |

## Medale mistrzostw świata
Opracowano na podstawie materiałów źródłowych:
| Mistrzostwa | Konkurencja                     | Wynik             | Miejsce |
| ----------- | ------------------------------- | ----------------- | ------- |
| Seul 1978   | Ruchoma tarcza, 50 m, drużynowo | 1484 pkt. (druż.) |         |